# 威氏裸胸鯙
威氏裸胸鯙（学名：Conger wilsoni），又名威氏裸胸鱔、錢鰻、薯鰻、虎鰻，为鰻形目鯙科裸胸鱔屬下的一个种，分佈於印度洋-太平洋海域，體長可達1米。